# Roligt
Roligt (Limburgs: Rolig) is een buurtschap gelegen tussen Roggel en Heythuysen in de gemeente Leudal, in de Nederlandse provincie Limburg. Tot 2007 viel de buurtschap gedeeltelijk onder de gemeente Roggel en Neer en gedeeltelijk onder Heythuysen. 
Roligt bestaat uit circa 15 boerderijen en huizen die verspreid liggen in het gebied ten noorden van de kern Heythuysen. Het wordt gescheiden van Heythuysen door de Bevelandsebeek. Qua adressering valt het echter grotendeels onder Roggel, dat circa 1,5 kilometer oostelijker ligt. Ten noorden van Roligt ligt de Asbroekerheide, een aaneengesloten bosgebied van circa 500 hectare dat een restant is van de Peel. Naburige buurtschappen zijn verder Blenkert en Laak.
Dorpen: Baexem · Buggenum · Ell · Grathem · Haelen · Haler · Heibloem · Heythuysen · Horn · Hunsel · Ittervoort · Kelpen-Oler · Neer · Neeritter · Nunhem · Roggel

Buurtschappen: Aan de Bergen · Aan het Broek · Achter het Klooster · Asbroek · Beekkant · Berik · Blenkert · Brumholt · Caluna · Castert · De Horck · Dries · Eiland · Eind · Ellerhei · Gendijk · Geneijgen · Gerhegge · Haelense Broek · Hanssum · Heiakker · Heide (Heythuysen) · Heide (Roggel) · Heioord · Heugde · Hoek · Hollander · Hoogschans · Hoogstraat · De Horck · Kappert · Karreveld · Keizerbos · Kinkhoven · Laak · Maxet · Mortel · Nijken · Op de Bos · Ophoven · Overhaelen · Roligt · Santfort (deels) · Schaapsbrug · Schans (Ell) · Schans (Roggel) · Schillersheide · Smidstraat · Strubben · Uffelse · Venne · Vestjenshoek · Vlaas · Waije

Voormalige gemeenten: Haelen · Heythuysen · Hunsel · Roggel en Neer

Limburg: Steden en dorpen      Nederland: Provincies · Gemeenten